# Flitton
Flitton är en by i civil parish Flitton and Greenfield, i distriktet Central Bedfordshire, i grevskapet Bedfordshire i England. Byn är belägen 14 km från Bedford. Flitton var en civil parish fram till 1985 när blev den en del av Flitton and Greenfield, Flitwick, Pulloxhill och Westoning. Civil parish hade 572 invånare år 1961. Byn nämndes i Domedagsboken (Domesday Book) år 1086, och kallades då Flictha.